# 銭函工業団地
銭函工業団地とは、北海道小樽市銭函にある工業団地。

## 概要
銭函工業団地は、北海道小樽市の東部に位置し、札幌市に隣接する道央圏の代表的な工業集積地帯。食料品・機械・プラスチック・流通など100社を超えるさまざまな企業が操業している。工業団地を縦貫する国道337号は石狩湾新港地域や札幌圏への中枢の路線として、道路環境整備も充実。地域の南側にはJR函館本線、国道5号、札樽自動車道が並行して延びており、札幌市中心部まで約18km、小樽港まで約16kmと、極めて良好な交通条件となっている。工業団地の西にJR銭函駅、東にJRほしみ駅が位置し、ビジネスの効率を高めるとともに、従業員の通勤にも便利な環境となっている。

## 立地企業
- （株）アレフ ＜地ビール製造＞
- 井原水産（株）＜水産加工品製造、コラーゲン製造＞
- （株）NPGコトメンフーズ ＜麺類製造＞
- オーエスマシナリー（株）＜機械器具製造＞
- オタル製菓（株）＜菓子製造＞
- 北一化学（株）＜ポリエチレンフィルム製造＞
- 共栄食肉（株）＜畜肉加工＞
- 共和紙業（株）＜段ボール製造＞
- 極東高分子（株）＜包装資材製造＞
- 佐川急便（株）＜貨物輸送＞
- （株）産鋼スチール ＜鉄製タンク製造＞
- （株）食品急送 ＜貨物輸送＞
- 玉井化成（株）＜発泡スチロール成型加工＞
- だるま食品（株）＜弁当類製造＞
- 東洋化工（株）＜合成樹脂製品製造＞
- 北央電機工業（株）＜配電盤・送電線工事＞
- （株）北海道千日 ＜鶏卵加工品製造＞
- （株）北海道村 ＜菓子・パン製造＞（2013年2月事業停止倒産）
- 北海バネ（株）＜スプリング＞
- 和弘食品（株）＜スープ・たれ製造＞

## 周辺
工業団地の周辺は、住宅街となっているほか、ゴルフ場・スキー場・海水浴場などのレジャー施設も多く立地している。